# Poczet królów polskich (Bacciarelli)

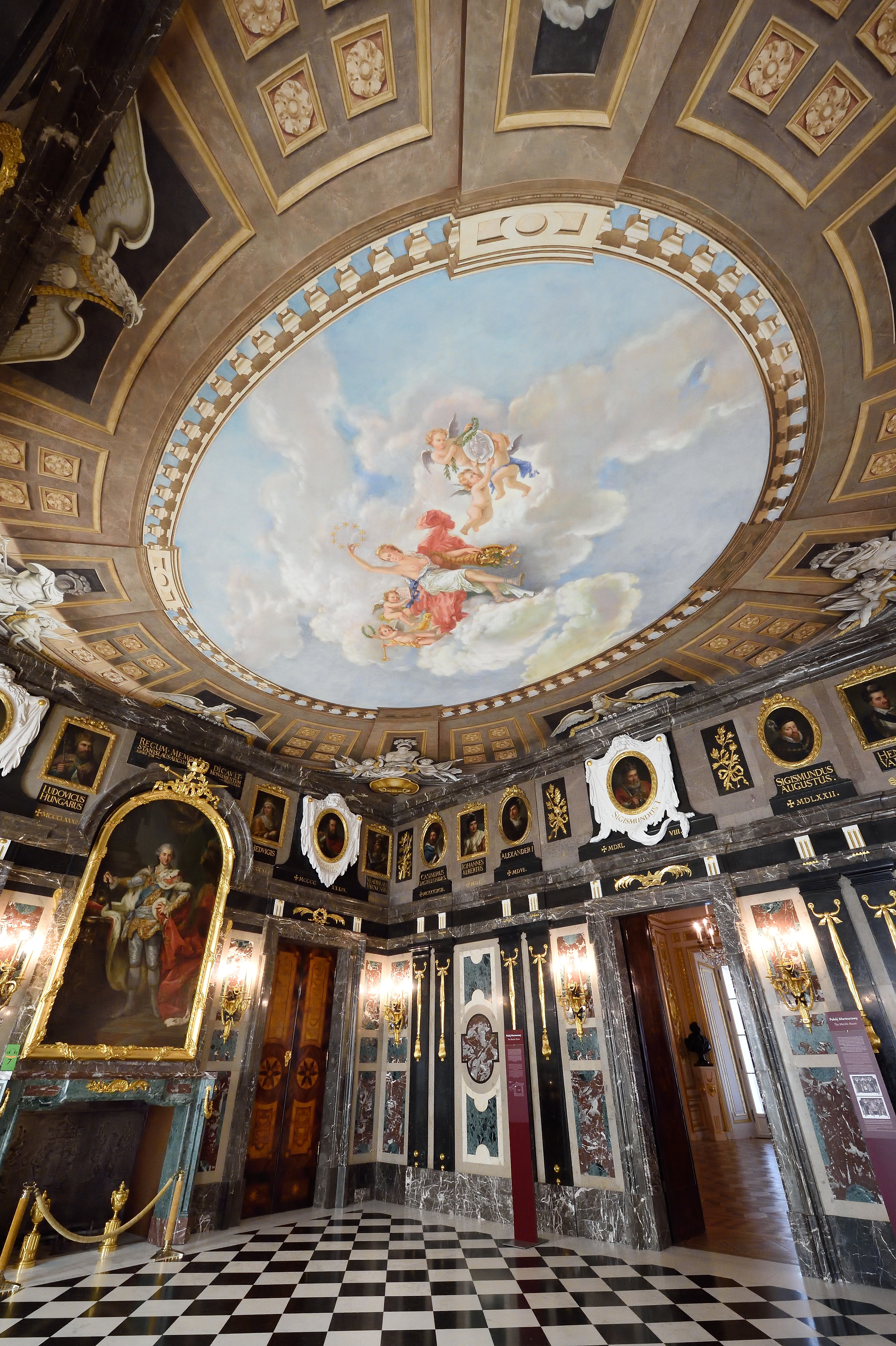
Pokój marmurowy na Zamku Królewskim w Warszawie z pocztem Bacciarellego

Poczet królów polskich – cykl portretów królów polskich namalowany w latach 1768-1771 przez Marcella Bacciarellego .

## Historia
Cykl zamówiony został przez króla polskiego Stanisława Augusta do Pokoju Marmurowego na Zamku Królewskim w Warszawie, gdzie znajduje się obecnie. Zawiera 23 postaci królów, czyli niepełną listę nazwisk królów polskich. Powstał przed bardziej obecnie znanym pocztem królów i książąt polskich autorstwa Jana Matejki.

## Obrazy
Poczet królów polskich namalowany przez Bacciarellego obejmuje w sumie 23 obrazy :

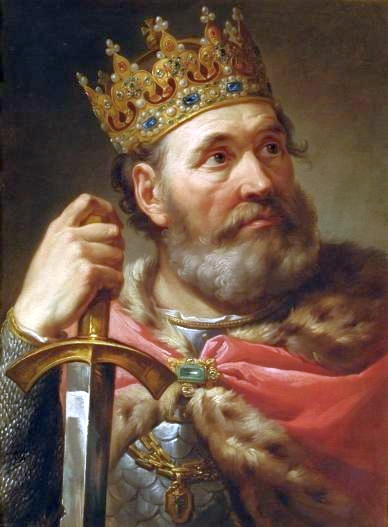
Bolesław Chrobry
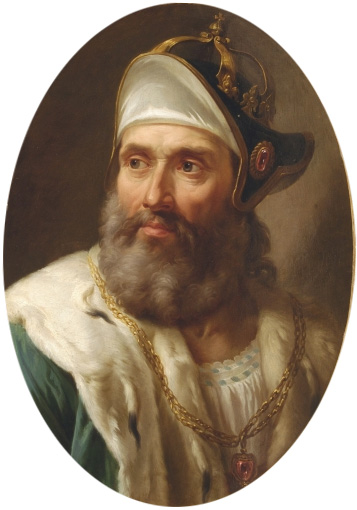
Wacław II Czeski
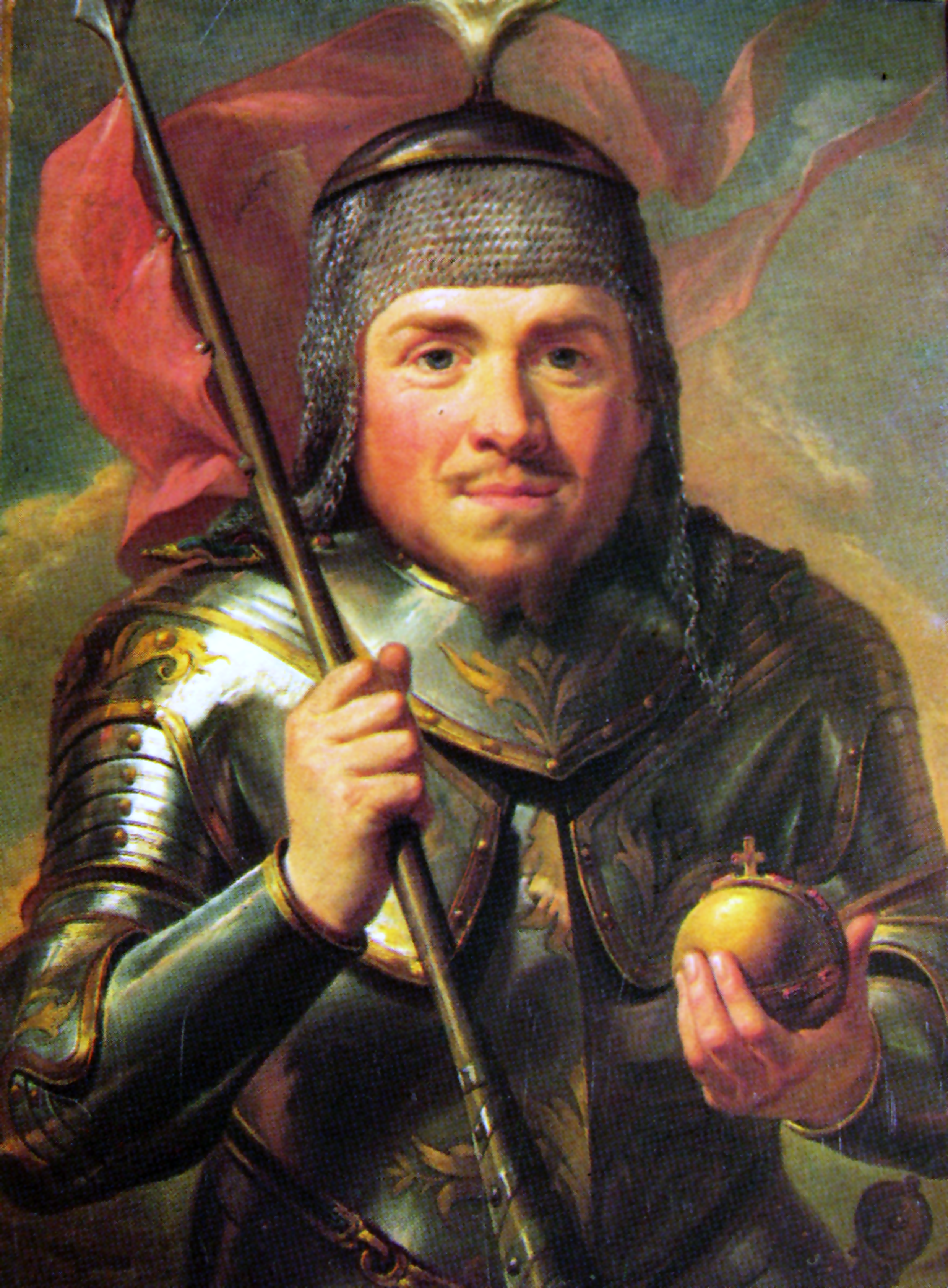
Władysław Łokietek
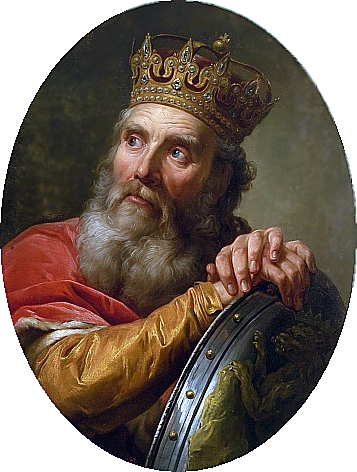
Kazimierz Wielki
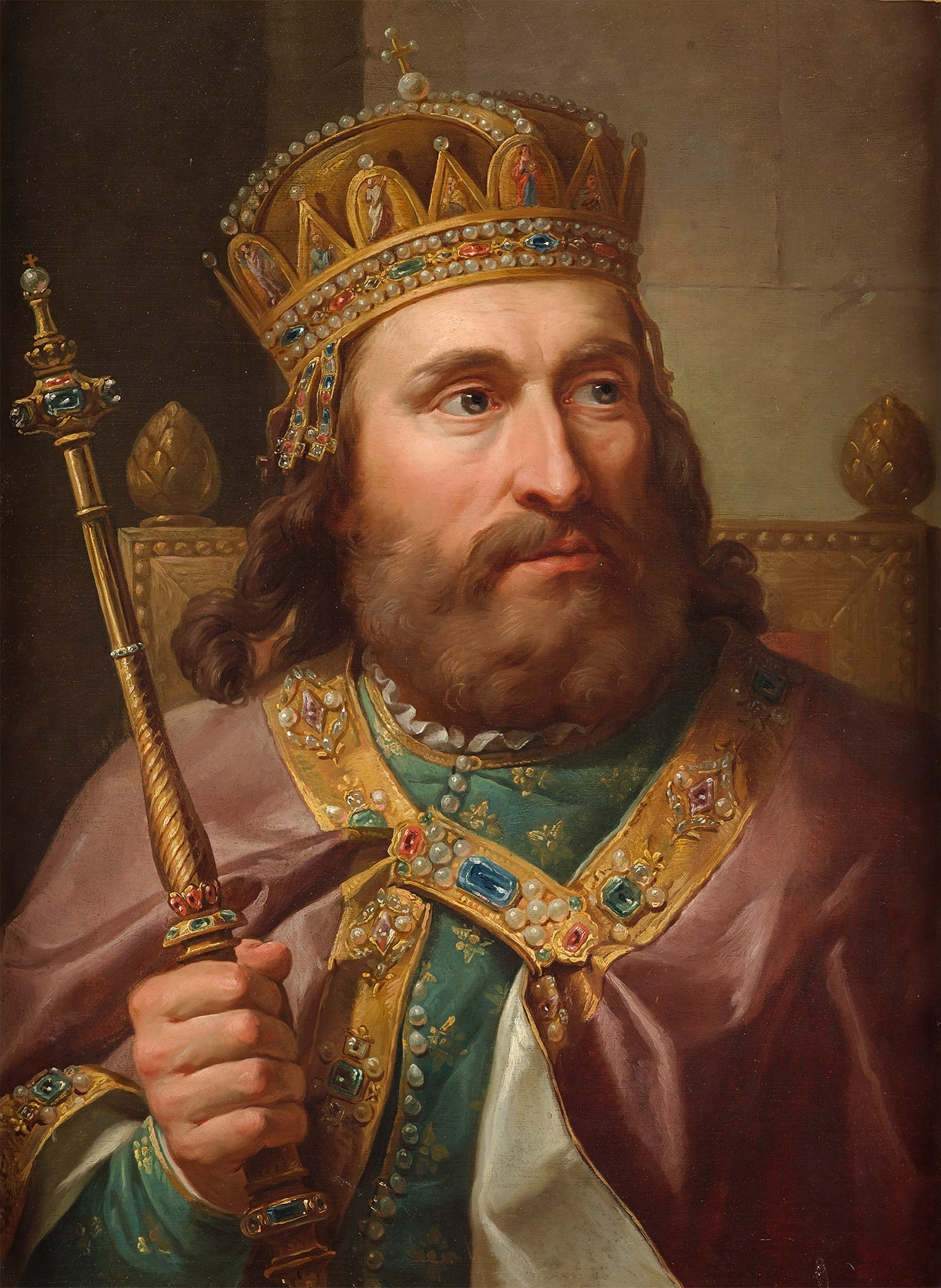
Ludwik Węgierski
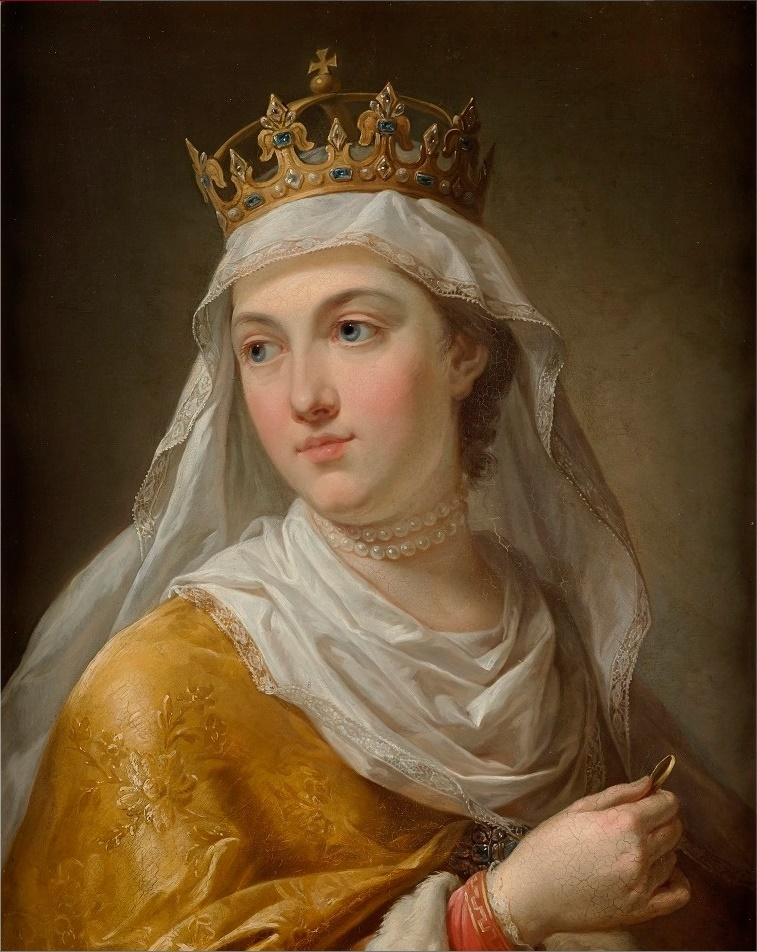
Jadwiga Andegaweńska
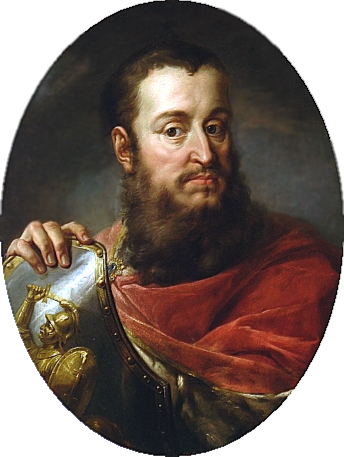
Władysław II Jagiełło
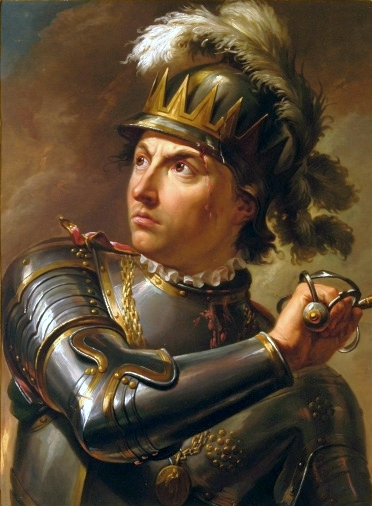
Władysław Warneńczyk
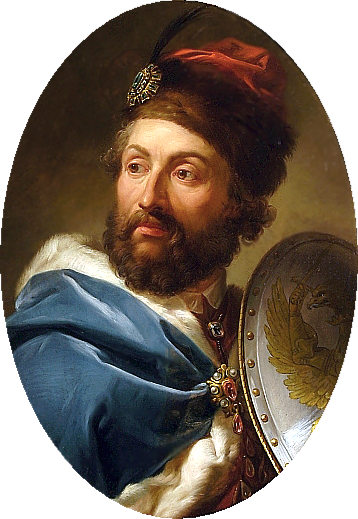
Kazimierz Jagiellończyk
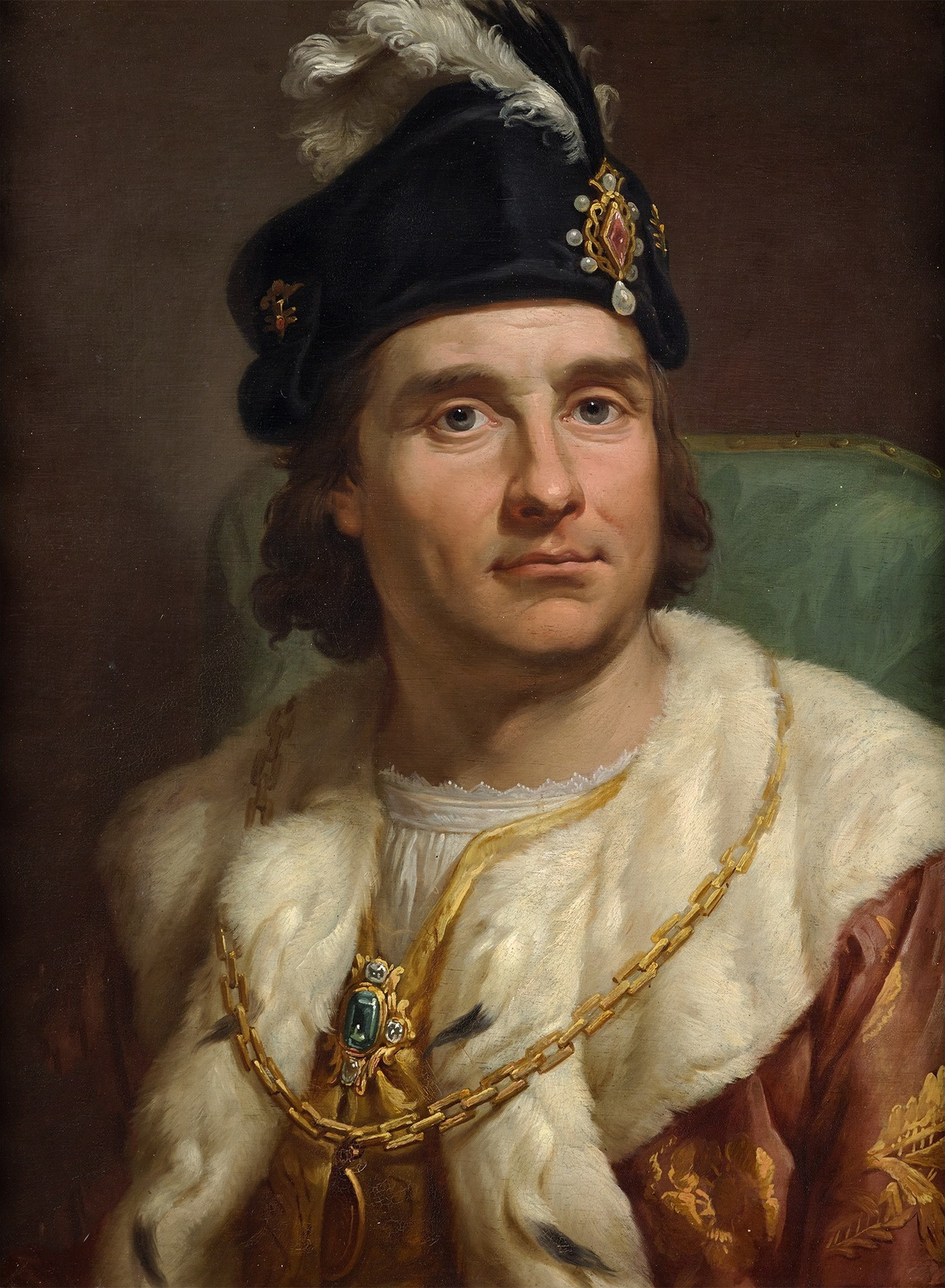
Jan Olbracht
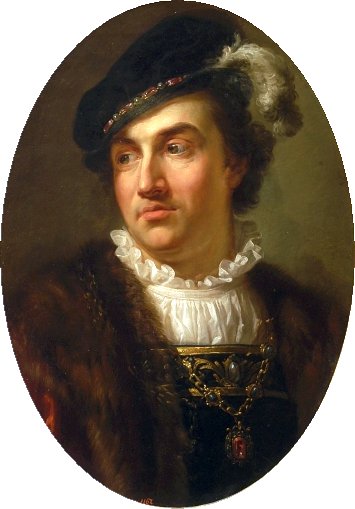
Aleksander Jagiellończyk
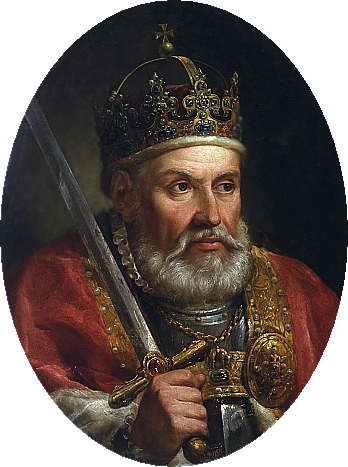
Zygmunt Stary
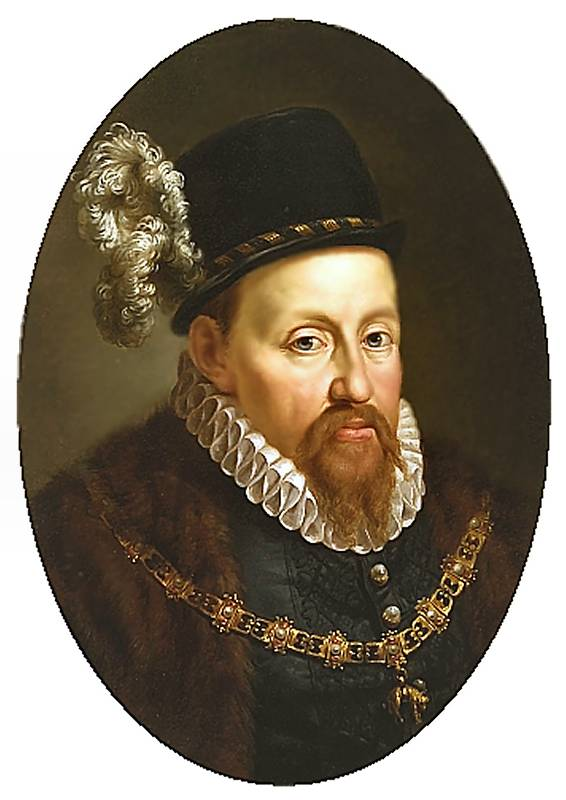
Zygmunt August
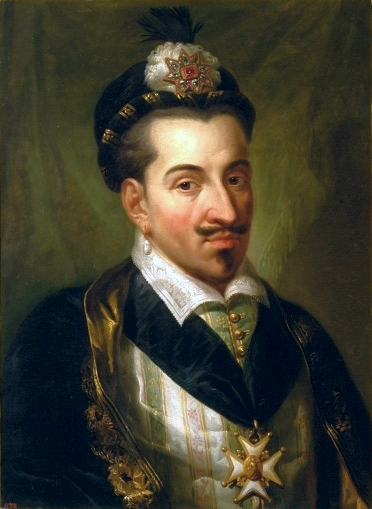
Henryk Walezy
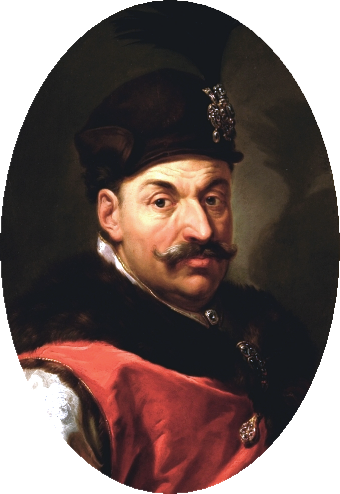
Stefan Batory
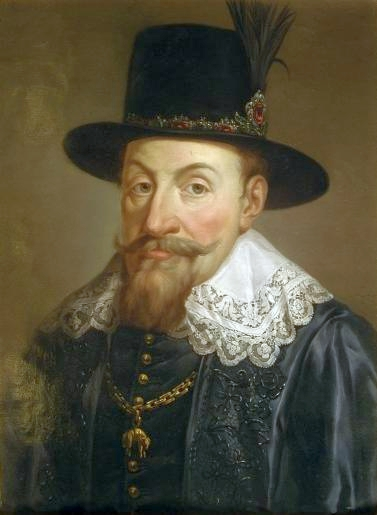
Zygmunt III Waza
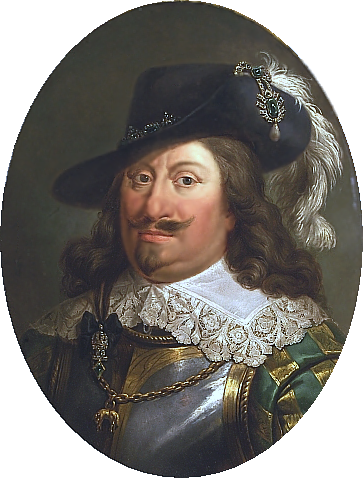
Władysław IV Waza
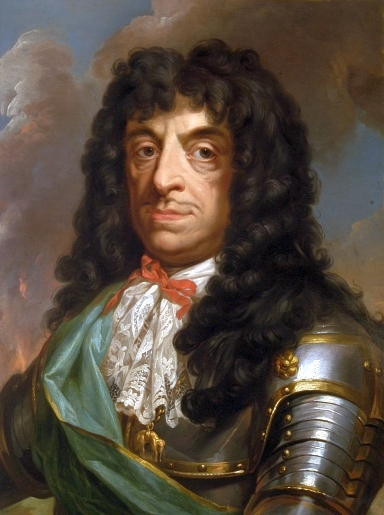
Jan Kazimierz
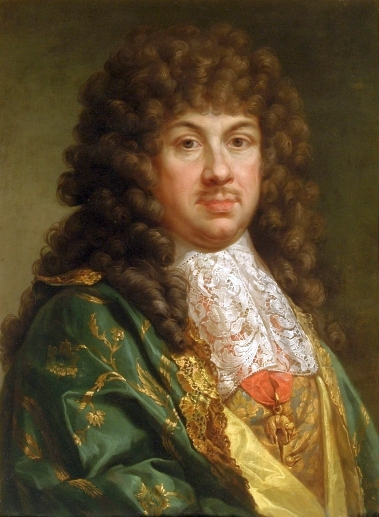
Michał Korybut Wiśniowiecki
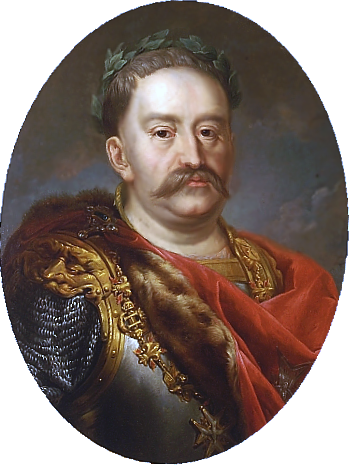
Jan III Sobieski
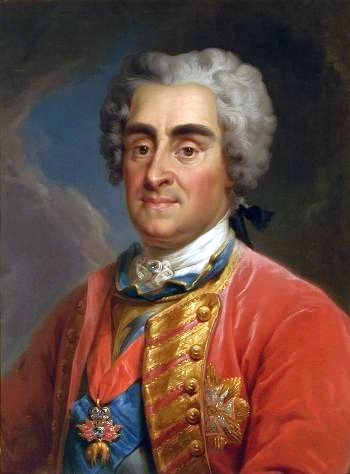
August II
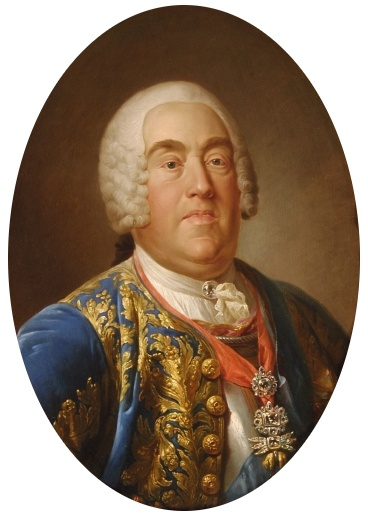
August III
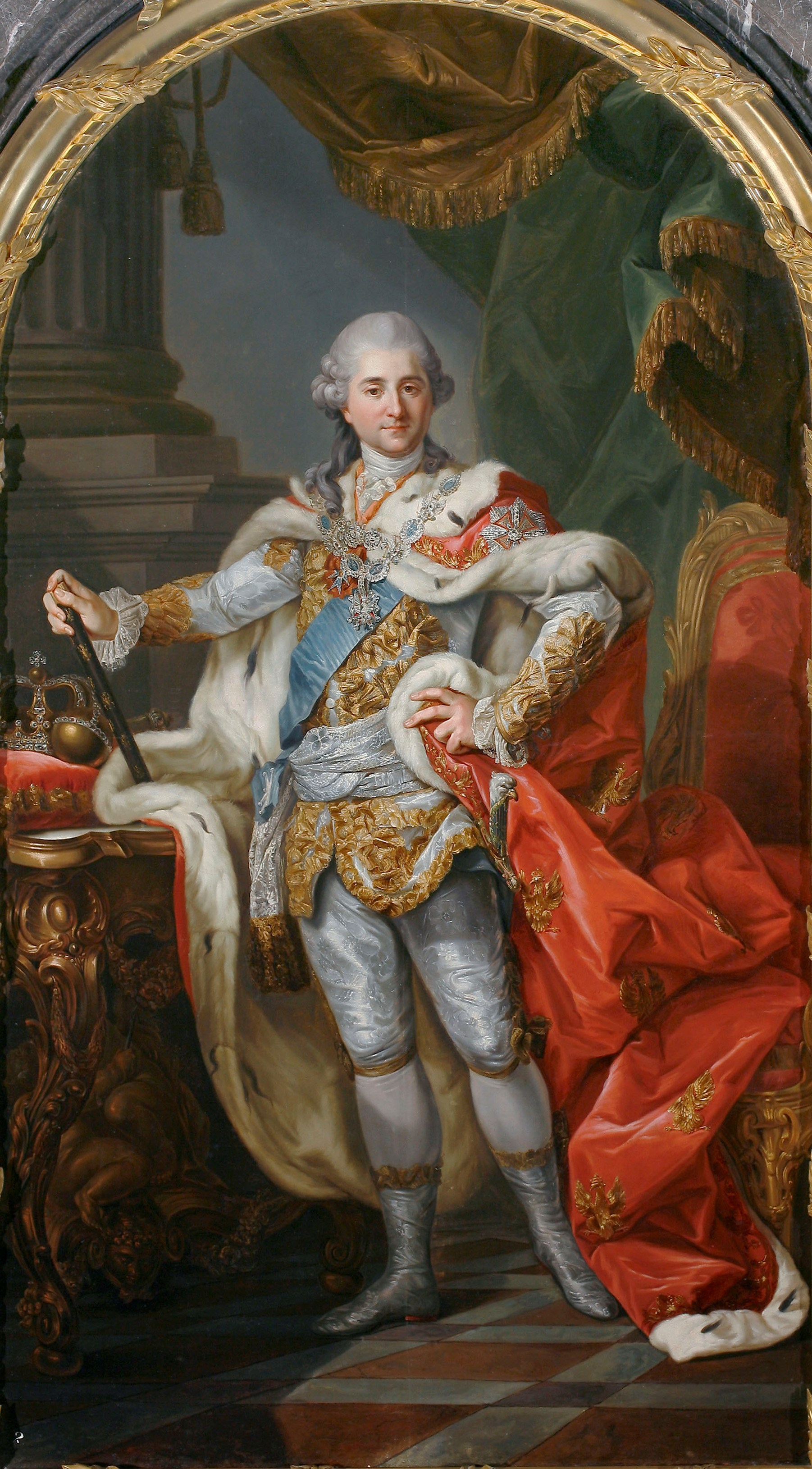
Stanisław August Poniatowski